# Mistrzostwa Świata w Piłce Nożnej Kobiet 2023 (eliminacje strefy UEFA)
Eliminacje do Mistrzostw Świata w Piłce Nożnej Kobiet 2023 w strefie UEFA, które odbyły się w Australii i Nowej Zelandii.

## Format eliminacji
W eliminacjach wzięło udział 51 reprezentacji narodowych, które zostały rozlosowane do 9 grup, w których występowało po 5 i 6 zespołów. Najlepsza drużyna z każdej z 9 grup automatycznie zakwalifikowała się do Mistrzostw Świata, a 9 najlepszych drużyn z drugich miejsc wzięło udział w barażach o pozostałe 3 miejsca.

## Terminarz
Na podstawie:
| Runda        | Termin                  |
| ------------ | ----------------------- |
| Faza grupowa | 13–21 września 2021     |
| Faza grupowa | 18–26 października 2021 |
| Faza grupowa | 22–30 listopada 2021    |
| Faza grupowa | 4–12 kwietnia 2022      |
| Faza grupowa | 20–28 czerwca 2022      |
| Faza grupowa | 1–6 września 2022       |
| Baraże       | 3–11 października 2022  |

## Podział na koszyki
| Koszyk 1  | Koszyk 1 |
| Zespół    | Miejsce  |
| --------- | -------- |
| Holandia  | 1        |
| Niemcy    | 2        |
| Anglia    | 3        |
| Francja   | 4        |
| Szwecja   | 5        |
| Hiszpania | 6        |
| Norwegia  | 7        |
| Włochy    | 8        |
| Dania     | 9        |

| Koszyk 2   | Koszyk 2 |
| Zespół     | Miejsce  |
| ---------- | -------- |
| Belgia     | 10       |
| Szwajcaria | 11       |
| Austria    | 12       |
| Islandia   | 13       |
| Szkocja    | 14       |
| Rosja      | 15       |
| Finlandia  | 16       |
| Portugalia | 17       |
| Walia      | 18       |

| Koszyk 3             | Koszyk 3 |
| Zespół               | Miejsce  |
| -------------------- | -------- |
| Czechy               | 19       |
| Ukraina              | 20       |
| Irlandia             | 21       |
| Polska               | 22       |
| Słowenia             | 23       |
| Rumunia              | 24       |
| Serbia               | 25       |
| Bośnia i Hercegowina | 26       |
| Irlandia Północna    | 27       |

| Koszyk 4           | Koszyk 4 |
| Zespół             | Miejsce  |
| ------------------ | -------- |
| Słowacja           | 28       |
| Węgry              | 29       |
| Białoruś           | 30       |
| Chorwacja          | 31       |
| Grecja             | 32       |
| Albania            | 33       |
| Macedonia Północna | 34       |
| Izrael             | 35       |
| Azerbejdżan        | 36       |

| Koszyk 5    | Koszyk 5 |
| Zespół      | Miejsce  |
| ----------- | -------- |
| Turcja      | 37       |
| Malta       | 38       |
| Kosowo      | 39       |
| Kazachstan  | 40       |
| Mołdawia    | 41       |
| Cypr        | 42       |
| Wyspy Owcze | 43       |
| Gruzja      | 44       |
| Łotwa       | 45       |

| Koszyk 6   | Koszyk 6 |
| Zespół     | Miejsce  |
| ---------- | -------- |
| Czarnogóra | 46       |
| Litwa      | 47       |
| Estonia    | 48       |
| Luksemburg | 49       |
| Armenia    |          |
| Bułgaria   |          |

## Grupy
Legenda:
- Pkt – liczba punktów
- M – liczba meczów
- W – zwycięstwa (wygrane mecze)
- R – remisy
- P – porażki
- Br+ – bramki strzelone
- Br− – bramki stracone
- +/− – różnica bramek

### Grupa A
| Lp. | Drużyna   | M | Mecze | Mecze | Mecze | Bramki | Bramki | Bramki | Pkt |
| Lp. | Drużyna   | M | W     | R     | P     | +      | −      | +/−    | Pkt |
| --- | --------- | - | ----- | ----- | ----- | ------ | ------ | ------ | --- |
| 1.  | Szwecja   | 8 | 7     | 1     | 0     | 32     | 2      | +30    | 22  |
| 2.  | Irlandia  | 8 | 5     | 2     | 1     | 26     | 4      | +22    | 17  |
| 3.  | Finlandia | 8 | 3     | 1     | 4     | 14     | 12     | +2     | 10  |
| 4.  | Słowacja  | 8 | 2     | 2     | 4     | 9      | 9      | 0      | 8   |
| 5.  | Gruzja    | 8 | 0     | 0     | 8     | 0      | 54     | −54    | 0   |

### Grupa B
| Lp. | Drużyna     | M | Mecze | Mecze | Mecze | Bramki | Bramki | Bramki | Pkt |
| Lp. | Drużyna     | M | W     | R     | P     | +      | −      | +/−    | Pkt |
| --- | ----------- | - | ----- | ----- | ----- | ------ | ------ | ------ | --- |
| 1.  | Hiszpania   | 8 | 8     | 0     | 0     | 53     | 0      | +53    | 24  |
| 2.  | Szkocja     | 8 | 5     | 1     | 2     | 22     | 13     | +9     | 16  |
| 3.  | Ukraina     | 8 | 3     | 1     | 4     | 12     | 20     | −8     | 10  |
| 4.  | Węgry       | 8 | 3     | 0     | 5     | 19     | 19     | 0      | 9   |
| 5.  | Wyspy Owcze | 8 | 0     | 0     | 8     | 2      | 56     | −54    | 0   |

### Grupa C
| Lp. | Drużyna  | M | Mecze | Mecze | Mecze | Bramki | Bramki | Bramki | Pkt |
| Lp. | Drużyna  | M | W     | R     | P     | +      | −      | +/−    | Pkt |
| --- | -------- | - | ----- | ----- | ----- | ------ | ------ | ------ | --- |
| 1.  | Holandia | 8 | 6     | 2     | 0     | 31     | 3      | +28    | 20  |
| 2.  | Islandia | 8 | 6     | 0     | 2     | 25     | 3      | +22    | 18  |
| 3.  | Czechy   | 8 | 3     | 2     | 3     | 25     | 10     | +15    | 11  |
| 4.  | Białoruś | 8 | 2     | 1     | 5     | 7      | 26     | −19    | 7   |
| 5.  | Cypr     | 8 | 0     | 1     | 7     | 2      | 48     | −46    | 1   |

### Grupa D
| Lp. | Drużyna            | M  | Mecze | Mecze | Mecze | Bramki | Bramki | Bramki | Pkt |
| Lp. | Drużyna            | M  | W     | R     | P     | +      | −      | +/−    | Pkt |
| --- | ------------------ | -- | ----- | ----- | ----- | ------ | ------ | ------ | --- |
| 1.  | Anglia             | 10 | 10    | 0     | 0     | 80     | 0      | +80    | 30  |
| 2.  | Austria            | 10 | 7     | 1     | 2     | 50     | 7      | +43    | 22  |
| 3.  | Irlandia Północna  | 10 | 6     | 1     | 3     | 36     | 16     | +20    | 19  |
| 4.  | Luksemburg         | 10 | 3     | 0     | 7     | 9      | 45     | −36    | 9   |
| 5.  | Macedonia Północna | 10 | 2     | 0     | 8     | 10     | 62     | −52    | 6   |
| 6.  | Łotwa              | 10 | 1     | 0     | 9     | 8      | 63     | −55    | 3   |

### Grupa E
| Lp. | Drużyna              | M | Mecze | Mecze | Mecze | Bramki | Bramki | Bramki | Pkt |
| Lp. | Drużyna              | M | W     | R     | P     | +      | −      | +/−    | Pkt |
| --- | -------------------- | - | ----- | ----- | ----- | ------ | ------ | ------ | --- |
| 1.  | Dania                | 8 | 8     | 0     | 0     | 40     | 2      | +38    | 24  |
| 2.  | Bośnia i Hercegowina | 8 | 3     | 2     | 3     | 9      | 17     | −8     | 11  |
| 3.  | Czarnogóra           | 8 | 3     | 0     | 5     | 9      | 17     | −8     | 9   |
| 4.  | Malta                | 8 | 2     | 1     | 5     | 6      | 17     | −11    | 7   |
| 5.  | Azerbejdżan          | 8 | 2     | 1     | 5     | 5      | 16     | −11    | 7   |
| 6.  | Rosja                | 0 | 0     | 0     | 0     | 0      | 0      | 0      | 0   |

### Grupa F
| Lp. | Drużyna  | M  | Mecze | Mecze | Mecze | Bramki | Bramki | Bramki | Pkt |
| Lp. | Drużyna  | M  | W     | R     | P     | +      | −      | +/−    | Pkt |
| --- | -------- | -- | ----- | ----- | ----- | ------ | ------ | ------ | --- |
| 1.  | Norwegia | 10 | 9     | 1     | 0     | 47     | 2      | +45    | 28  |
| 2.  | Belgia   | 10 | 7     | 1     | 2     | 56     | 7      | +49    | 22  |
| 3.  | Polska   | 10 | 6     | 2     | 2     | 28     | 9      | +19    | 20  |
| 4.  | Albania  | 10 | 3     | 1     | 6     | 14     | 30     | −16    | 10  |
| 5.  | Kosowo   | 10 | 2     | 1     | 7     | 8      | 35     | −27    | 7   |
| 6.  | Armenia  | 10 | 0     | 0     | 10    | 1      | 71     | −70    | 0   |

### Grupa G
| Lp. | Drużyna    | M  | Mecze | Mecze | Mecze | Bramki | Bramki | Bramki | Pkt |
| Lp. | Drużyna    | M  | W     | R     | P     | +      | −      | +/−    | Pkt |
| --- | ---------- | -- | ----- | ----- | ----- | ------ | ------ | ------ | --- |
| 1.  | Włochy     | 10 | 9     | 0     | 1     | 40     | 2      | +38    | 27  |
| 2.  | Szwajcaria | 10 | 8     | 1     | 1     | 44     | 4      | +40    | 25  |
| 3.  | Rumunia    | 10 | 6     | 1     | 3     | 21     | 11     | +10    | 19  |
| 4.  | Chorwacja  | 10 | 3     | 1     | 6     | 6      | 18     | −12    | 10  |
| 5.  | Litwa      | 10 | 1     | 2     | 7     | 7      | 35     | −28    | 5   |
| 6.  | Mołdawia   | 10 | 0     | 1     | 9     | 1      | 49     | −48    | 1   |

### Grupa H
| Lp. | Drużyna    | M  | Mecze | Mecze | Mecze | Bramki | Bramki | Bramki | Pkt |
| Lp. | Drużyna    | M  | W     | R     | P     | +      | −      | +/−    | Pkt |
| --- | ---------- | -- | ----- | ----- | ----- | ------ | ------ | ------ | --- |
| 1.  | Niemcy     | 10 | 9     | 0     | 1     | 47     | 5      | +42    | 27  |
| 2.  | Portugalia | 10 | 7     | 1     | 2     | 26     | 9      | +17    | 22  |
| 3.  | Serbia     | 10 | 7     | 0     | 3     | 26     | 14     | +12    | 21  |
| 4.  | Turcja     | 10 | 3     | 1     | 6     | 9      | 26     | −17    | 10  |
| 5.  | Izrael     | 10 | 3     | 0     | 7     | 7      | 25     | −18    | 9   |
| 6.  | Bułgaria   | 10 | 0     | 0     | 10    | 1      | 37     | −36    | 0   |

### Grupa I
| Lp. | Drużyna    | M  | Mecze | Mecze | Mecze | Bramki | Bramki | Bramki | Pkt |
| Lp. | Drużyna    | M  | W     | R     | P     | +      | −      | +/−    | Pkt |
| --- | ---------- | -- | ----- | ----- | ----- | ------ | ------ | ------ | --- |
| 1.  | Francja    | 10 | 10    | 0     | 0     | 54     | 4      | +50    | 30  |
| 2.  | Walia      | 10 | 6     | 2     | 2     | 22     | 5      | +17    | 20  |
| 3.  | Słowenia   | 10 | 5     | 3     | 2     | 21     | 6      | +15    | 18  |
| 4.  | Grecja     | 10 | 4     | 1     | 5     | 12     | 28     | −16    | 13  |
| 5.  | Estonia    | 10 | 2     | 0     | 8     | 7      | 43     | −36    | 6   |
| 6.  | Kazachstan | 10 | 0     | 0     | 10    | 4      | 34     | −30    | 0   |

## Baraże
W barażach o mundial zagrało dziewięć drużyn z drugich miejsc. Baraże rozgrywane były systemem pucharowym. Trzy drużyny, które uzyskały najlepsze wyniki w eliminacjach były rozstawione, przy czym kolejność rozstawienia w drabince pucharowej była losowa, a trzy najlepsze drużyny zaczynały grę od finału swojej ścieżki barażowej. W wynikach reprezentacji z grup z udziałem 6 drużyn pomijane były wyniki meczów przeciwko drużynom z ostatniego miejsca w grupie. Do nich zostały dolosowane pozostałe zespoły. W ten sposób wyznaczone zostały pary pierwszej rundy oraz możliwe pary drugiej rundy. W każdej rundzie o zwycięstwie zadecydował tylko jeden mecz. W pierwszej i drugiej rundzie miejsca spotkań były losowane.
Tak więc w wyniku rozstawienia i losowań powstały trzy grupy po trzy zespoły tworzące trzy ścieżki dojścia do turnieju finałowego w Australii i Nowej Zelandii. W każdej grupie odbył się jeden mecz półfinałowy (pierwszej rundy) i jeden mecz finałowy (drugiej rundy). Mecze półfinałowe odbyły się 6 października, a mecze finałowe 11 października 2022 roku.

### Ścieżka A
| Drużyna 1  | Wynik     | Drużyna 2 |           |           |           |
| Półfinały  | Półfinały | Półfinały | Półfinały | Półfinały | Półfinały |
| ---------- | --------- | --------- | --------- | --------- | --------- |
| Portugalia | 2:1       | Belgia    |           |           |           |
| Finał      |           |           |           |           |           |
| Portugalia | 4:1       | Islandia  |           |           |           |

### Ścieżka B
| Drużyna 1  | Wynik     | Drużyna 2            |           |           |           |
| Półfinały  | Półfinały | Półfinały            | Półfinały | Półfinały | Półfinały |
| ---------- | --------- | -------------------- | --------- | --------- | --------- |
| Walia      | 1:0       | Bośnia i Hercegowina |           |           |           |
| Finał      |           |                      |           |           |           |
| Szwajcaria | 2:1       | Walia                |           |           |           |

### Ścieżka C
| Drużyna 1 | Wynik     | Drużyna 2 |           |           |           |
| Półfinały | Półfinały | Półfinały | Półfinały | Półfinały | Półfinały |
| --------- | --------- | --------- | --------- | --------- | --------- |
| Szkocja   | 1:0       | Austria   |           |           |           |
| Finał     |           |           |           |           |           |
| Szkocja   | 0:1       | Irlandia  |           |           |           |